# Buldeo
Buldeo è un personaggio delle raccolte di racconti intitolate Il libro della giungla e Il secondo libro della giungla dello scrittore britannico Joseph Rudyard Kipling (in particolare nei racconti Tigre! - Tigre! e La rivincita della giungla). Il suo nome deriva dall'hindi o sanscrito Baladeva, che significa "potente signore".

## Storia
Buldeo è il più grande cacciatore del villaggio in cui Mowgli viene adottato da Messua e suo marito; ha un carattere presuntuoso, arrogante e superbo, e diventa nemico di Mowgli che gli contesta le storie sulla giungla che racconta agli altri membri del villaggio per vantarsi.
L'astio tra i due personaggi cresce, finché Buldeo cerca di ucciderlo ma lo manca con un colpo di fucile; incita quindi gli altri membri del villaggio a uccidere lui in quanto "figlio del diavolo" e i suoi genitori adottivi per averlo cresciuto. Mowgli riesce però a scampare a questa sorte e a liberare i suoi genitori adottivi, e fa distruggere il villaggio dagli animali della foresta (gli abitanti del villaggio, tra cui presumibilmente anche Buldeo, riescono a scappare).

## Altri media

### Libri apocrifi
Buldeo compare anche nel libro Hunting Mowgli di Maxim Antinori (2001), che non ha legame di continuity con l'opera originale di Kipling: in questa storia dal tono più cupo è un cacciatore più giovane e intelligente che si scontra con Mowgli, riuscendo anche ad uccidere uno dei suoi amici animali.

### Film e tv
- Nel film Il libro della giungla (Jungle Book) del 1942, Buldeo è interpretato da Joseph Calleia e doppiato in Italiano da Oreste Rizzini. In questo adattamento, Buldeo svolge il ruolo sia da narratore della trama che antagonista principale.[1] Viene inoltre rappresentato con una figlia che diventa l'interesse romantico di Mowgli.[2]
- Sebbene non appaia nel lungometraggio Disney del 1967, compare nel primo abbozzo scritto da Bill Peet. Egli veniva rappresentato coinvolto in una faida con Shere Khan, per poi venire ucciso dal felino mentre costringeva Mowgli a portarlo alle Tane Fredde per impossessarsi del tesoro di Re Luigi.[3]
- Nel film Mowgli - Il libro della giungla (The Jungle Book) del 1994, Buldeo è interpretato da Stefan Kalipha e doppiato in Italia da Paolo Buglioni.
- Nel film The Second Jungle Book: Mowgli & Baloo del 1997, Buldeo è interpretato da Gulshan Grover. Egli viene rappresentato come lo zio di Mowgli, che intende venderlo a un circo per impedirgli di ereditare la fortuna dei suoi genitori.[4]
- Nella serie animata Il libro della giungla (Jungle Book Shōnen Mowgli) del 1989, Buldeo è doppiato da Kenichi Ogata nella versione originale.
- Nella serie televisiva Jungleboek del 1992, Buldeo è interpretato da Bas Heerkens.